# Eviota herrei
Eviota herrei és una espècie de peix de la família dels gòbids i de l'ordre dels perciformes.

## Morfologia
Els mascles poden assolir els 1,4 cm de longitud total.

## Distribució geogràfica
Es troba des de Java fins a Samoa, Tonga i Palau (Micronèsia).